# Kasteel van Talcy
Het Kasteel van Talcy (Frans: Château de Talcy) is een kasteel uit de Renaissance, gelegen in de Franse stad Talcy. Het kasteel wordt beheerd door het Franse centrum voor nationale monumenten.

## Geschiedenis
Het kasteel werd vanaf 1520 heropgebouwd door de Italiaanse bankier Bernard Salviati.
De romance tussen de dichter Pierre de Ronsard en Cassandre, de dochter van Salviati, was de inspiratiebron voor Ronsards gedicht Mignonne, allons voir si la rose.
Tijdens de Hugenotenoorlogen vluchtte de protestantse dichter Théodore Agrippa d'Aubigné naar het kasteel en wordt hij er verliefd op Diane Salviati, de kleindochter van Bernard Salviati. Het meisje wijst de dichter echter af. Agrippa d’Aubigné vermeldt het kasteel in enkele verzen uit zijn dichtbundel Les Tragiques.
In 1638 wordt de oostelijke vleugel verlengd in opdracht van Isabelle Salviati. In de loop van de 18e eeuw wordt het interieur grondig gerenoveerd door de familie Burgeat.
Het domein doorstaat de Franse Revolutie zonder veel moeilijkheden nadat het gekocht werd door Élisabeth Gastebois. Vervolgens komt het kasteel in handen van de familie Stapfer, bondgenoten van de familie Burgeat. De Stapfers zijn protestanten afkomstig uit het Zwitserse Bern. De eigenaar van het kasteel was Philippe Albert Stapfer, een minister van de Helvetische Republiek die beroemd is geworden door zijn hervorming van het Zwitserse onderwijssysteem. Het kasteel herbergt nog steeds de bezittingen van de familie Stapfer, met onder meer het uniform van de minister van de Helvetische Republiek.
Generaal Alfred Chanzy maakte in december 1870 van het kasteel zijn hoofdkwartier maar werd er later door de Pruisen verjaagd. Sinds 4 augustus 1908 is het kasteel opgenomen in de lijst van het Franse Beschermd Erfgoed. In 1933 werd het domein verkocht aan de Franse overheid. Het kasteel wordt herhaaldelijk gebruikt als opslagplaats voor archieven.
De omheining voor het wild en het toegangspaadje, beide eigendom van de gemeente, zijn opgenomen in de lijst van de Monuments Historiques sinds 2004. De bebouwde en de onbebouwde delen die staatseigendom zijn (de hekken, het bos, de muren en de beplante toegangsweg vooraan het kasteel) zijn eveneens opgenomen in de lijst van de Monuments Historiques sinds 29 maart 2005.
De tuin is in 1996 omgevormd tot een serre van fruitbomen door de tuinarchitecten van het Atelier de Paysages Bruel-Delmar die vennoten zijn van J. Weills. De tuin kreeg het label Jardin Remarquable.

## Kenmerken
Het huidige kasteel omvat een torenportaal met een beschadigd torentje aan de noordwestelijke hoek. Het staat in verbinding met een vleugel van het kasteel door middel van een overdekte galerij die naast de binnenplaats ligt. Op die binnenplaats staat een put met een koepel die het typerend kenmerk is van het gebouw.
De vleugel van het kasteel heeft naast de benedenverdieping nog twee verdiepingen. Op de gelijkvloerse verdieping bevindt zich achtereenvolgens de keuken, de voorkamer en de kamer die van Karel XI geweest zou zijn. Op de eerste verdieping is er een opeenvolging van salons en kamers verbonden door een gang.
Het domein van het kasteel heeft een boomgaard, een schuur met een pers (uit 1808) en een duivenhok.
Het duivenhok zit in een ronde vorm en bevat ongeveer 1400 holtes. Er is een ladder waarmee men de holtes kan bereiken om er eieren te rapen.
De boomgaard is in 1996 in zijn eer hersteld door tuinarchitect Joëlle Weil van het Atelier de Paysages Bruel-Delmar.
Op het domein staat een windmolen die in 1956 werd afgebroken en in 1976 opnieuw werd opgebouwd.

## Film
Tijdens de opnames van de televisiefilm Le Roi, l'écureuil et la couleuvre uit 2009 was het kasteel een van de locaties waar de film werd opgenomen.